# آیا کریسمس برف می‌بارد؟
آیا کریسمس برف می‌بارد؟ (به کره‌ای: 크리스마스에 눈이 올까요?; لاتین‌نویسی اصلاح‌شده: Keuriseumaseue Nuni Olkkayo?; انگلیسی: Will It Snow for Christmas?) یک مجموعه تلویزیونی کره جنوبی ۲۰۰۹ در ژانر ملودرام با بازی گو سو، هان یه سول، سونگ جونگ-هو، سون‌وو سون و جو مین-سو است. این مجموعه از ۲ دسامبر ۲۰۰۹ تا ۲۸ ژانویه ۲۰۱۰، چهارشنبه و پنجشنبه‌ها، ساعت ۲۱:۵۵ (کی‌اس‌تی) برای ۱۶ قسمت از اس‌بی‌اس پخش شد.

## بازیگران
- گو سو در نقش چا کانگ-جین
  - کیم سو هیون در نقش نوجوانی کانگ-جین
- هان یه سول در نقش هان جی-وان
  - نام جی-هیون در نقش نوجوانی جی-وان
- سونگ جونگ هو در نقش پارک ته-جون
- سون‌وو سون در نقش لی وو-جونگ
- جو مین-سو در نقش چا چون-هی (مادر کانگ-جین)
- چون هو-جین هان جون-سو
- کیم دو-یون در نقش سو یونگ-سوک
- سونگ جونگ کی در نقش هان جی-یونگ (برادر بزرگتر جی-وان)
- کیم گی بانگ در نقش چا بو-سان (برادر کوچکتر کانگ-جین)
  - سو جه-ووک در نقش نوجوانی بو-سان
- سوک جین-یی در نقش لی جین-هیوک
  - یانگ سو-یونگ در نقش نوجوانی جین-هیوک
- کیم کوانگ-مین در نقش سو جه-هیون
- کیم جون-هیونگ در نقش کیونگ-سو
- مین جی-یونگ در نقش خانم سون
- کیم این-ته در نقش نو گیو-سو
- کیم هیونگ-بوم در نقش کیم جونگ-پیل
- یو مین-جو در نقش سونگ یون-جو
- دو جی-هان در نقش پارک جونگ-سوک
- بک سونگ-هیون
- کیم کوانگ-کیو در نقش معلم کانگ-جین

## ریتینگ
براساس TNS Media Korea، قسمت‌های یک و دو به رتبه‌بندی ۸٫۶٪ و ۷٫۷٪ در سراسر کشور دست یافتند و در برابر رقبای خود آیریس در کی‌بی‌اس و قهرمان در ام‌بی‌سی در رتبهٔ دوم قرار گرفت. رتبه‌بندی برای تکرار قسمت‌های یک و دو، ۸٫۷٪ و ۱۱٫۴٪ در سراسر کشور ثبت شده‌است و از پخش اصلی آن پیشی گرفته‌است.
| تاریخ          | قسمت    | سراسر کشور          | سئول            |
| -------------- | ------- | ------------------- | --------------- |
| ۲ دسامبر ۲۰۰۹  | ۱       | ۸٫۶٪ (بیست و یکم)   | ۹٫۰٪ (بیستم)    |
| ۳ دسامبر ۲۰۰۹  | ۲       | ۷٫۷٪ (بیست و چهارم) | (<۸٫۷٪)         |
| ۲۰۰۹-۱۲-۰۹     | ۳       | ۷٫۲٪ (بیست و هفتم)  | (<۸٫۲٪)         |
| ۱۰ دسامبر ۲۰۰۹ | ۴       | ۷٫۸٪ (نوزدهم)       | ۷٫۵٪ (بیستم)    |
| ۱۶ دسامبر ۲۰۰۹ | ۵       | ۹٫۹٪ (شانزدهم)      | ۱۰٫۳٪ (چهاردهم) |
| ۱۷ دسامبر ۲۰۰۹ | ۶       | ۹٫۴٪ (شانزدهم)      | ۹٫۵٪ (پانزدهم)  |
| ۲۳ دسامبر ۲۰۰۹ | ۷       | ۱۶٫۴٪ (پنجم)        | ۱۶٫۷٪ (چهارم)   |
| ۲۴ دسامبر ۲۰۰۹ | ۸       | ۱۵٫۶٪ (چهارم)       | ۱۶٫۰٪ (چهارم)   |
| ۶ ژانویه ۲۰۱۰  | ۹       | ۱۴٫۵٪ (هشتم)        | ۱۴٫۵٪ (هفتم)    |
| ۷ ژانویه ۲۰۱۰  | ۱۰      | ۱۲٫۷٪ (دهم)         | ۱۲٫۵٪ (یازدهم)  |
| ۱۳ ژانویه ۲۰۱۰ | ۱۱      | ۱۰٫۸٪ (پانزدهم)     | ۱۰٫۱٪ (شانزدهم) |
| ۱۴ ژانویه ۲۰۱۰ | ۱۲      | ۱۱٫۵٪ (دوازدهم)     | ۱۱٫۸٪ (یازدهم)  |
| ۲۰ ژانویه ۲۰۱۰ | ۱۳      | ۹٫۷٪ (هجدهم)        | ۹٫۸٪ (شانزدهم)  |
| ۲۱ ژانویه ۲۰۱۰ | ۱۴      | ۱۰٫۷٪ (دوازدهم)     | ۱۰٫۱٪ (سیزدهم)  |
| ۲۷ ژانویه ۲۰۱۰ | ۱۵      | ۹٫۱٪ (نوزدهم)       | ۸٫۹٪ (نوزدهم)   |
| ۲۸ ژانویه ۲۰۱۰ | ۱۶      | ۱۰٫۹٪ (یازدهم)      | ۱۰٫۸٪ (یازدهم)  |
| میانگین        | میانگین | ۱۰٫۸٪               | -               |

منبع: TNS Media Korea